# Samuel Mieses
Samuel Mieses (20 de novembre de 1841 – gener de 1884) fou un mestre d'escacs alemany. Oncle de Jacques Mieses, va estudiar medecina a la Universitat de Breslau, i fou un dels alumnes d'escacs d'Adolf Anderssen. Hi va perdre un matx (0½–4½) el 1867, i era un dels oponents habituals de Johannes Zukertort i Jakob Rosanes a Breslau.
Va guanyar a Bad Ems 1871 i va compartir el primer lloc amb Anderssen tot i que hi va perdre la partida de desempat a Leipzig 1871 (Kongresse des Mitteldeutschen Schachbundes, el primer Congrés d'Escacs de l'Alemanya Central), Va perdre un matx contra Johannes von Minckwitz (3½–5½) a Leipzig 1872.